# 表型混合
表型混合（英文：Phenotype mixing）是两种含有不同基因材料的病毒之间的非遗传性交互。当两个病毒感染同一细胞时，在病毒复制过程中，一个病毒的基因组可能和另一个病毒的衣壳进行组装，或者与同时拥有不同来源表面蛋白的衣壳进行组装，这被称为表型混合。 换句话说，子代病毒颗粒将同时拥有两种原始病毒的成分：基因组来自其中一个原始病毒，而表面蛋白完全或部分来自另一种原始病毒。
表型混合最早在噬菌体中被观察到，此后在脊髓灰质炎病毒等病毒中也被发现。